# 신준항
신준항은 대한민국의 배우이다.
출생 : 1999년 11월 9일

## 출연작

### 드라마
- 2015년 KBS2 《너를 기억해》 ... 일진학생 역
- 2017년 KBS2 《학교 2017》 ... 반정도 역
- 2018년 XtvN 《복수노트 2》 ... 안미남 역
- 2020년 MBC 《365 : 운명을 거스르는 1년》 ... 광팬 역
- 2023년 MBC 《오늘도 사랑스럽개》 ... 조준서 역
- 2025년 MBC 《언더커버 하이스쿨》... 이동민 역

### 영화
- 2021년 《새콤달콤》 ... 2팀 팀원 4 역